# Äyräpää

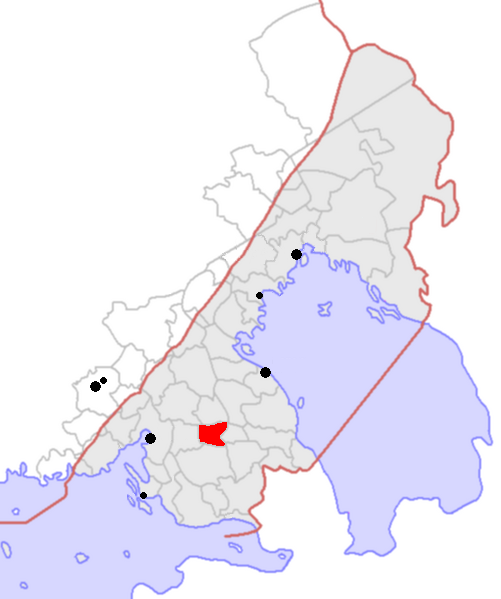
Äyräpää

Äyräpää (ryska Барышево, Baryshevo) var en tidigare kommun på Karelska näset i det område som Finland avträdde till Sovjetunionen i mellanfreden i Moskva 1944 och definitivt i freden i Paris 1947. Ytan var 186,6 km² och kommunen beboddes av 6 113 personer med en befolkningstäthet av  32,8/km².
Äyräpää var enspråkigt finskt.
Äyräpää var av allt att döma en ortodox pogost från 1200-talet. Efter freden i Nöteborg 1323 ändrades dess inriktning till romersk-katolsk, möjligen redan på 1320-talet. Äyräpää framträder som en katolsk kyrksocken år 1348 och kallas senare också Pyhäristi (svenska Helga Kors). I början av 1400-talet avskildes kyrksocknarna Nykyrka och Kivinebb från Äyräpää.
Äyräpää blev en självständig kommun år 1926  genom en förening av delar av Mola och Vuoksela kommuner.
Pölläkkälä var en tätort i Äyräpää med sågar som ägdes av Hackman & Co och A. Ahlström Ab. Under andra världskriget förstördes det mesta av bebyggelsen i kommunen.

## Byar
Byar i Äyräpää var Kaukila, Mälkölä, Paakkola, Pölläkkälä,  Rahkola och Vuosalmi.